# EB (Bier)

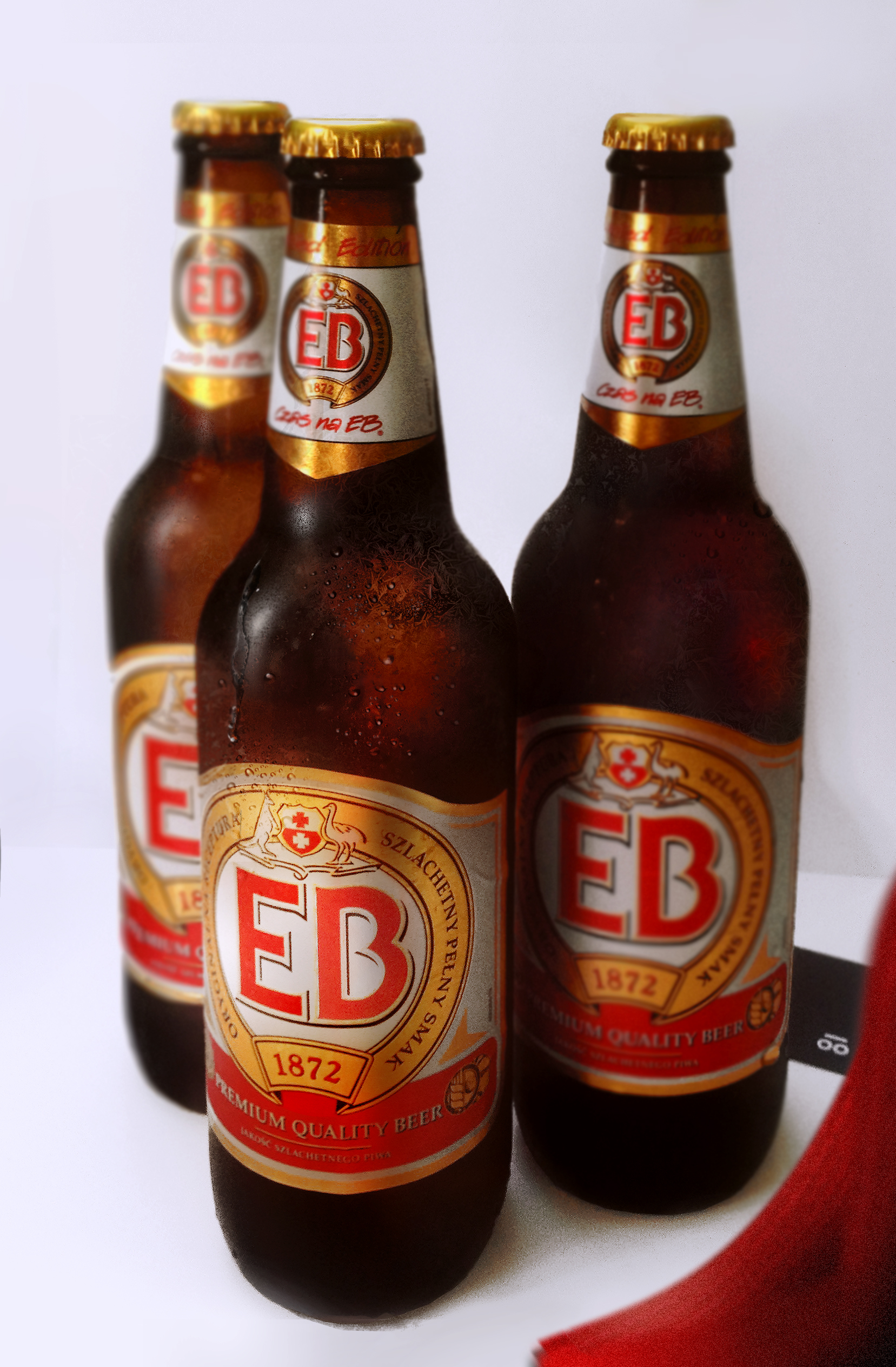
Bierflaschen

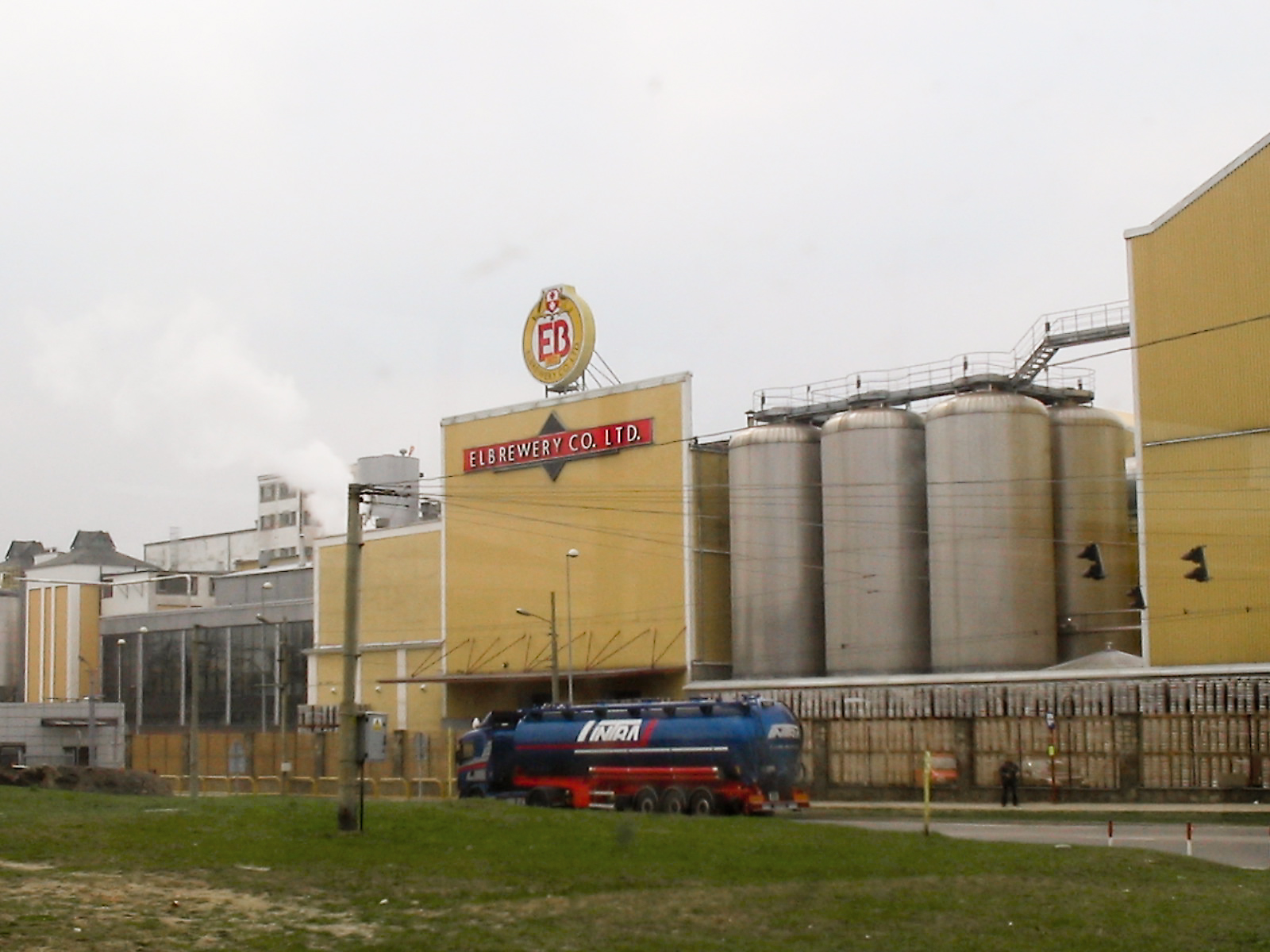
Brauerei Elbląg

EB (Abkürzung für: Elbrewery) ist ein helles Pilsner Bier aus Polen mit einem Alkoholgehalt von 5,2 % Vol. Es wird in der Brauerei Elbrewery in Elbląg und der Brauerei in Braniewo gebraut, die zur Grupa Żywiec gehört, die wiederum Teil des Heineken-Konzerns ist. Die Tradition des Bierbrauens in Elbląg und Braniewo stammt aus dem Mittelalter. Im Logo befinden sich die Buchstaben EB sowie das Wappen der Stadt Elbląg.